# Botsford (canton)
Pour les articles homonymes, voir Botsford.
Botsford est un canton canadien de l'est du Québec situé dans la municipalité régionale de comté du Témiscouata dans la région administrative du Bas-Saint-Laurent. Il fut proclamé officiellement le 17 juillet 1866. Il couvre une superficie de 16 190 hectares.

## Toponymie
L'origine du toponyme de Botsford est incertaine. Elle peut être en l'honneur de Amos Edwin Botsford (1804-1894), lieutenant-colonel qui a joué un rôle important dans l'établissement de la frontière du Nouveau-Brunswick, ou de William Botsford (1773-1864), juge et avocat du Nouveau-Brunswick.